# 헤비 메탈 페스티발 목록
페스티발(Festival) 은 여럿의 록, 헤비 메탈 뮤지션들을 초청하여 벌이는 대규모의 콘서트이다. 유명한 페스티벌로는 지산 밸리 록 페스티벌, 펜타포트 록 페스티벌 등이 있다.

## 같이 보기
- 헤비 메탈